# Antasia flavicapitata
Antasia flavicapitata är en fjärilsart som beskrevs av Achille Guenée 1858. Antasia flavicapitata ingår i släktet Antasia och familjen mätare. Inga underarter finns listade i Catalogue of Life.